# انوال‌خزنده
انوال‌خزنده‌ها (نام علمی: Anoualerpeton) نام یک سرده از تیرۀ آلبان‌خزندگان و راستۀ دگردم‌داران است.